# Eric Clapton World Tour 2019
Die Eric Clapton World Tour 2019 war eine Konzerttournee des britischen Rockmusikers Eric Clapton. Die Tournee begann am 13. April 2019, umfasste siebzehn Konzerte in Japan, Deutschland, Österreich, den Vereinigten Staaten und dem Vereinigten Königreich und wurde am 21. September 2019 beendet.

## Hintergründe
Im September 2018 besuchte Clapton ein Konzert des deutschen Cellisten Jan Vogler, der der Intendant der Dresdner Musikfestspiele ist. Er lud Clapton ein, die nächsten Festspiele im Juni 2019 mit einem Konzert zu beenden. Aufgrund der hohen Nachfrage nach Karten wurde das Konzert vom ursprünglich vorgesehenen Veranstaltungsort, dem renovierten Kulturpalast in die größere Messe Dresden verlegt. Das Konzert war nach kurzer Zeit ausverkauft.
Im September 2018 kündigte Clapton an, weitere Konzerte in Deutschland und Österreich zu veranstalten, darunter in der Berliner Mercedes-Benz-Arena, in der SAP Arena Mannheim sowie der Wiener Stadthalle. Im Oktober 2018 wurden drei Auftritte in der Royal Albert Hall in London bestätigt. Am 18. Januar 2019 wurde bestätigt, dass Clapton fünf Konzert im Nippon Budōkan in Tokio geben wird. Am 28. März 2019 wurde bekannt, dass Clapton ein fünftes Crossroads Guitar Festival in Dallas, Texas veranstalten wird. Einen Monat später wurden drei Konzerte in den USA angekündigt.

## Konzerttermine
| Nr.             | Datum                | Land                   | Stadt           | Veranstaltungsort          | Besucher  |
| Asien           | Asien                | Asien                  | Asien           | Asien                      | Asien     |
| --------------- | -------------------- | ---------------------- | --------------- | -------------------------- | --------- |
| 1               | 13. April 2019       | Japan                  | Tokio           | Nippon Budōkan             | 72.350    |
| 2               | 15. April 2019       | Japan                  | Tokio           | Nippon Budōkan             | 72.350    |
| 3               | 17. April 2019       | Japan                  | Tokio           | Nippon Budōkan             | 72.350    |
| 4               | 18. April 2019       | Japan                  | Tokio           | Nippon Budōkan             | 72.350    |
| 5               | 20. April 2019       | Japan                  | Tokio           | Nippon Budōkan             | 72.350    |
| Europa          |                      |                        |                 |                            |           |
| 6               | 13. Mai 2019         | Vereinigtes Konigreich | London          | Royal Albert Hall          | 15.624    |
| 7               | 15. Mai 2019         | Vereinigtes Konigreich | London          | Royal Albert Hall          | 15.624    |
| 8               | 16. Mai 2019         | Vereinigtes Konigreich | London          | Royal Albert Hall          | 15.624    |
| 9               | 4. Juni 2019         | Deutschland            | Berlin          | Mercedes-Benz-Arena        | 12.000    |
| 10              | 6. Juni 2019         | Osterreich             | Wien            | Wiener Stadthalle          | 12.000    |
| 11              | 8. Juni 2019         | Deutschland            | Mannheim        | SAP Arena                  | 10.000    |
| 12              | 10. Juni 2019 1      | Deutschland            | Dresden         | Messe Dresden              | 4.000     |
| Nordamerika     |                      |                        |                 |                            |           |
| 13              | 11. September 2019   | Vereinigte Staaten     | San Francisco   | Chase Center               | —         |
| 14              | 13. September 2019   | Vereinigte Staaten     | Paradise        | T-Mobile Arena             | —         |
| 15              | 14. September 2019   | Vereinigte Staaten     | Phoenix         | Talking Stick Resort Arena | —         |
| 16              | 20. September 2019 2 | Vereinigte Staaten     | Dallas          | American Airlines Center   | —         |
| 17              | 21. September 2019 2 | Vereinigte Staaten     | Dallas          | American Airlines Center   | —         |
| Zusammenfassung | Zusammenfassung      | Zusammenfassung        | Zusammenfassung | Zusammenfassung            | + 125.000 |